# Falta (bàsquet)
La falta personal és una infracció que es produeix dins l'àmbit del bàsquet. En un partit segons normes FIBA (de 40 minuts de durada, és a dir quatre quarts de deu minuts) si un jugador acumula 5 faltes personals és expulsat. En partits de l'NBA (de 48 minuts de durada, és a dir de quatre quarts de dotze minuts), cal acumular sis faltes personals per ser expulsat. Les faltes poden ser intencionades o accidentals.

## Tipus de faltes personals en bàsquet
Hi ha diferents tipus de faltes:
Falta per intentar robar: si s'intenta robar la pilota i hi ha trucada, és falta personal. El càstig és un servei de banda excepte si hi ha penalització.
Bloqueig o contacte il·legal: Quan un jugador intenta detenir l'avanç del seu oponent, però el fa de manera il·legal, com empènyer, colpejar, agarrar o bloquejar amb el cos de manera excessiva.
Falta en el llançament o falta amb el cos: Si un jugador fa contacte amb el tirador mentre està en el procés de llançament, es considera una falta. Depenent de la situació, pot atorgar-se al tirador l'oportunitat de llançar tirs lliures. Normalment, es produeixen amb els rebots o fintes en el tir. La víctima de la falta llança a l'anella a la línia de tir lliure
Falta tècnica: No totes les faltes estan relacionades amb el contacte físic. Una falta tècnica pot ser per protestar una decisió de l'àrbitre, usar llenguatge inapropiat o per conducta antiesportiva. Aquest tipus de faltes generalment comporten sancions addicionals a més d'atorgar tirs lliures a l'equip contrari.
Falta de càrrega: Consisteix a empènyer, carregar, fer travetes o retenir un jugador contrari.
Falta intencionada: A vegades, un equip pot cometre faltes intencionals per a detenir el rellotge i evitar que l'altre equip anoti punts fàcils. Això es coneix com "falta tàctica".
Falta per conducta antiesportiva: expulsen el jugador per més faltes personals acumulades que tingui.
Quan es comet una falta personal, l'equip contrari generalment rep tirs lliures o la possessió de la pilota des de fora dels límits del camp, depenent de la situació i del nombre acumulat de faltes de l'equip durant un període determinat.
Les faltes personals són importants en el joc, ja que acumular un nombre significatiu de faltes pot portar a l'exclusió del jugador del partit si aconsegueix el límit establert per les regles.

## Sancions
La sanció que s'infligeix per una falta pot ser:
Expulsió del partit, si aquesta falta era la darrera permesa. En cas de produir-se aquesta situació, es continuarà amb la sanció corresponent. Si el jugador té cinc faltes acumulatives i no hi ha qui el pugui substituir, l'equip quedarà amb quatre persones (s'han de tenir mínim dues persones en el joc, per a serveis).
Llançament d'un tir lliure, si s'ha fet la falta al moment del tir i l'atacant ha encistellat. Això s'anomena 2+1 o 3+1, depenent del valor de la cistella anterior.
Llançament de dos tirs lliures, si la falta s'ha actuat dins de la zona i no s'ha marcat al partit.
Llançament de tres tirs lliures, si la falta s'ha fet quan l'atacant llançava un triple i no ha ficat el cercle esmentat.
Servei de banda, si no es compleix cap de les tres sancions anteriors.